# 贊政
贊政（韓語：찬정），朝鮮時代末期官職。 甲午更張後設置，為議政府組成官員，勅任。
1896年至1905年，議政府會議成員。新設立於1896年9月，有專職和各部大臣理所當然兼任的兩種贊政。專任贊政為五人。兼任贊政為七人（1898年6月以前為6人由各部大臣和內部大臣兼任贊政）為敕任官。經贊政可以向議政大臣提出議案，行使對議案的討論和表決，提出議案的贊政應當在會議上說明提案理由，未提出的贊政應當在審議議程交付的議案副本後附上自己的意見參加會議。另外如果同僚反對，可以在會議後一周內提交特別審查報告。議政府會議只有2/3以上的人出席才能召開。贊政發生事故時，從參政人員中任命並臨時擔任職務。兼任贊政即各部門大臣發生事故時由代理大臣（協辦:副部長）擔任，另外在贊政因故不在時，由年輕的人臨時代辦贊政的工作，贊政於1905年2月廢除。